# Marsainvilliers
Marsainvilliers è un comune francese di 298 abitanti situato nel dipartimento del Loiret nella regione del Centro-Valle della Loira.

## Società

### Evoluzione demografica
Abitanti censiti